# Комиз Олег Юрійович
Оле́г Ю́рійович Комиз — солдат Збройних Сил України, учасник російсько-української війни, що загинув у ході російського вторгнення в Україну в 2022 році.

## Життєпис
Олег Комиз народився 14 листопада 1992 року в селі Лозуватка Шполянського району (з 2020 року — Шполянської міської територіальної громади Звенигородського району) Черкаської області. З початком повномасштабного російського вторгнення в Україну мобілізований та перебував на передовій. Був тяжко поранений поблизу міста Ізюм на Харківщині. Помер Олег Комиз 3 квітня 2022 року в лікарні Краматорська. Поховали загиблого 6 квітня у його рідному селі Лозуватка Шполянської громади.

## Нагороди
- Орден «За мужність» III ступеня (2022, посмертно) — за особисту мужність і самовіддані дії, виявлені у захисті державного суверенітету та територіальної цілісності України, вірність військовій присязі[4].